# Krystal Meyers
Krystal Meyers (* 31. Juli 1988; verheiratet Krystal Hawkins) ist eine US-amerikanische christliche Rocksängerin.

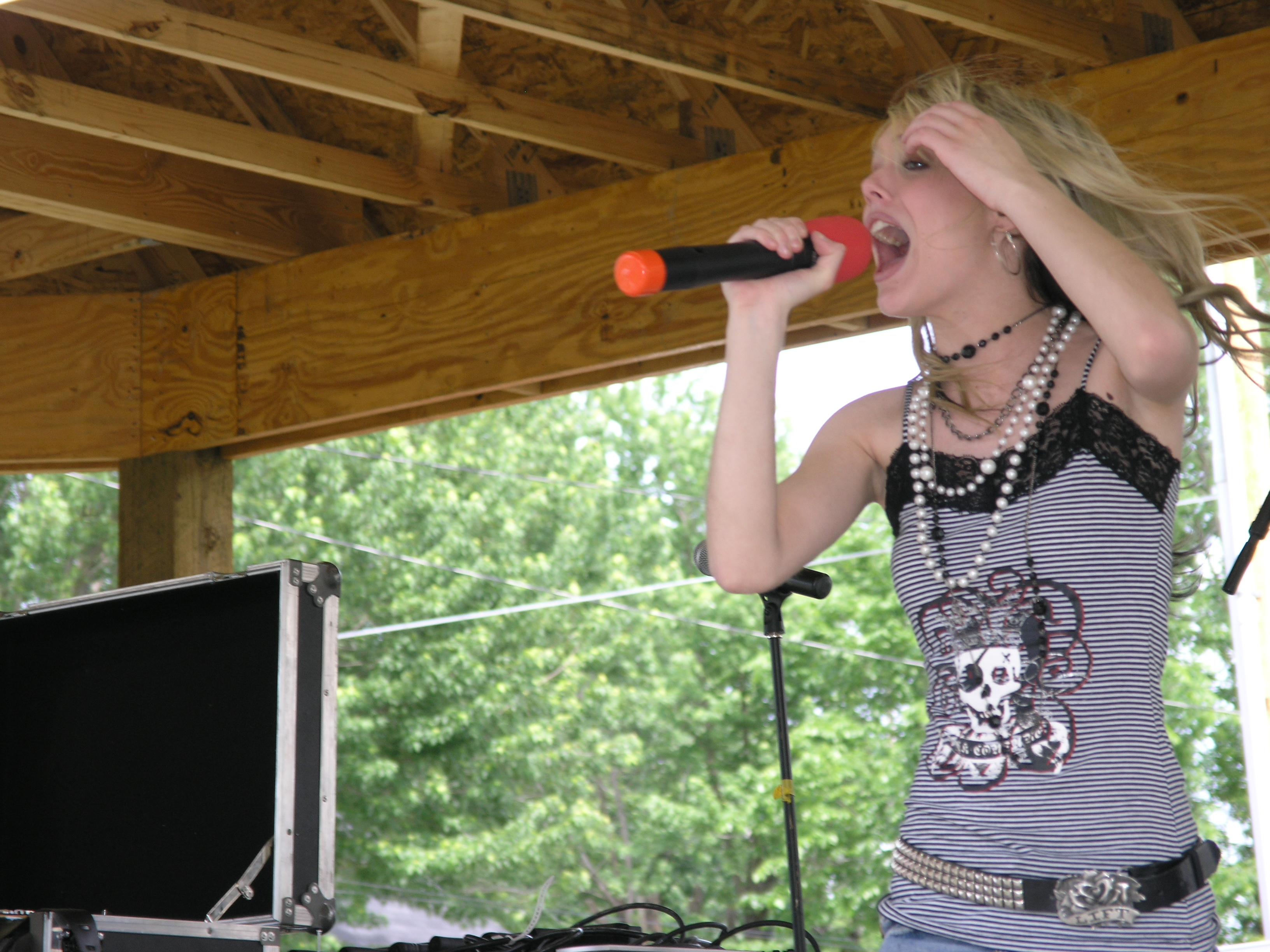
Krystal Meyers

## Leben
Krystal Meyers zog 1998 mit ihren Eltern und ihrem Bruder nach Tennessee. Dort nahm sie regelmäßig an Sommercamps teil, wo sie mit dem Songschreiben vertraut wurde. Mit 10 Jahren schrieb Meyers erste Songs, mit 13 Jahren begann sie, Akustikgitarre zu spielen. Erstmals bekannt wurde sie durch ihren Song Anticonformity, den sie auf einem der Camps zusammen mit ihrer Freundin schrieb. Im Juni 2005 veröffentlichte sie ihr erstes Album Krystal Meyers, auf welchem auch Anticonformity zu hören ist. 2006 folgte das zweite Album Dying for a Heart. Ihre Musik ist besonders in Japan, wo sie einige Male in die Charts kam, bei den Jugendlichen beliebt.

## Stil
Die Musik der beiden ersten Alben bewegt sich stark zwischen Punk, Rock und Pop. Es kommen sowohl Rocksongs wie Collide, Anticonformity oder Fire als auch balladenhafte Songs wie The Beauty Of Grace oder Sing For Me vor. Im Allgemeinen wird sie dabei oft mit Avril Lavigne, Katy Perry oder Kelly Clarkson verglichen. In ihrem dritten Album kehrte Meyers dem Rock zwar nicht ganz den Rücken, ließ jedoch immer mehr Ähnlichkeiten mit der Musik der 80er Jahre hören. Ihr Stil erinnerte früher an Avril Lavigne, seit ihrem neuen Album jedoch eher an Christina Aguilera oder Britney Spears.
Ihre Texte handeln von den Problemen der Jugendlichen, dem Kampf gegen die Oberflächlichkeit und einer guten Beziehung zu Gott.

## Karriereende
Seit 2010 trat Meyers nicht mehr öffentlich in Erscheinung. Seitdem ist sie als Lobpreisleiterin und Pastorin in der "Grace Chapel Knoxville" tätig. Mit ihrem Ehemann, dem Pastor Alex Hawkins, hat sie drei Kinder. Ihr Verschwinden aus der Öffentlichkeit und die plötzliche Inaktivität in den sozialen Medien sorgten in ebendiesen für heftige Diskussionen und Verschwörungstheorien.

## Diskographie
Alben
- Krystal Meyers, Veröffentlicht am 7. Juni 2005
- Dying for a Heart, Veröffentlicht am 19. September 2006
- Make Some Noise, Veröffentlicht am 9. September 2008

Singles
- 2004: The Way To Begin
- 2005: My Saviour
- 2005: Anticonformity
- 2006: Fire
- 2006: Collide
- 2006: The Beauty Of Grace
- 2007: Together
- 2007: Hallelujah
- 2008: Make Some Noise

Musikvideos
- 2005 Anticonformity
- 2006 Fire
- 2006 The Beauty Of Grace
- 2007 Hallelujah
- 2008 Make Some Noise